# The Slackers/Pulley Split
The Slackers/Pulley Split è un EP split tra il gruppo ska newyorchese Slackers e il gruppo punk californiano Pulley, pubblicato nel 2004 da Do Tell Records.

## Tracce
- Tracce 1-5 suonate dai Pulley, 6-9 dagli Slackers.

1. Sarah (Vic Ruggiero) – 3:47
2. Keep It Simple (Ruggiero, David Hillyard) – 3:15
3. Donde Fue (Ruggiero, Hillyard) – 4:18
4. I Shall Be Released (Bob Dylan) – 4:38
5. Propaganda Dub (Ara Babajian/Beard) – 4:09
6. Stumped (Minor Threat) – 2:01
7. Good Guys Don't Wear White (Minor Threat) – 2:15
8. Salad Days (Minor Threat) – 2:45
9. Speakeasy (Minor Threat) – 1:59

## Crediti[2]
- Scott Radinsky - voce
- Jim Blowers - chitarra
- Mike Harder - chitarra
- David Hillyard - sassofono tenore
- Larry McDonald - conga, percussioni, bonghi
- Sidney Mills - produttore